# Dante Cunningham
Dante Lamar Cunningham (* 22. April 1987 in Clinton, Maryland) ist ein US-amerikanischer Basketballspieler.

## Karriere
Cunningham spielte zunächst vier Jahre für die Villanova University in der Nähe von Philadelphia. Er wurde im NBA-Draft 2009 in der zweiten Draftrunde von den Portland Trail Blazers ausgewählt, für die er mehr als ein Jahr spielte. Im Februar 2011 wurde er zu den Charlotte Bobcats transferiert, wo seine Einsatzzeit drastisch gesteigert wurde und er mit 9 Punkten und 4 Rebounds im Schnitt, gute Statistiken zeigte.
Im Dezember 2011 wurde er daraufhin von den Memphis Grizzlies verpflichtet. Im Sommer 2014 wurde er für Wayne Ellington zu den Minnesota Timberwolves abgegeben. Bei den Wolves entwickelte sich Cunningham zu einem wichtigen Bankspieler und kam in der Saison 2012–13 in 80 Einsätzen auf 8,7 Punkte und 5,1 Rebounds im Schnitt.
Nach einer weiteren Saison bei den Wolves, unterschrieb Cunningham im Sommer 2014 bei den New Orleans Pelicans.